# Pieter Boddaert
Pieter Boddaert (ur. 1730, zm. 6 maja 1795)  – holenderski lekarz i przyrodnik.

## Życiorys
Boddaert był synem prawnika i poety z Middelburga noszącego to samo imię (1694-1760). Pieter uzyskał tytuł magistra na Uniwersytecie w Utrechcie w 1764. Został wykładowcą historii naturalnej. Do dziś zachowało się czternaście jego listów zawierających korespondencje z Karolem Linneuszem z lat 1768-1775. Był przyjacielem Alberta Schlossera, którego gabinet osobliwości opisał. 
W 1784 opublikował Elenchus Animalium, swoisty katalog zwierząt, który zawierał pierwsze dwumianowe nazwy wielu ssaków, w tym zebry kwagga i tarpana.  Został upamiętniony dzięki nadaniu wężowi Mastigodryas boddaerti nazwy związanej z jego nazwiskiem. 